# Leandra cremersii
Leandra cremersii är en tvåhjärtbladig växtart som beskrevs av John Julius Wurdack. Leandra cremersii ingår i släktet Leandra och familjen Melastomataceae. Inga underarter finns listade i Catalogue of Life.